# Erigeron blochmaniae
Erigeron blochmaniae es una planta herbácea de la familia de las asteráceas. Es originaria de California, donde se encuentra en la costa de San Luis Obispo y norte del Condado de Santa Bárbara. Vive en las dunas y colinas costeras, hábitat que actualmente está disminuyendo a medida que avanza el desarrollo de la costa.

## Descripción
Esta es una planta perenne, una margarita que crece de un fuerte y leñoso caudex o rizoma y alcanzando alturas de 40 a 80 centímetros. Su tallo se alinea con las espaciadas  hojas rectas y estrechas, que miden de uno a tres centímetros de largo. Sobre cada tallo velloso aparece una inflorescencia, con flores de poco más de un centímetro de ancho teniendo lígulas de color azul o lila con blanco  y un centro discal de color amarillo o verdoso.

## Taxonomía
Erigeron blochmaniae fue descrita por Edward Lee Greene y publicado en Pittonia 3(13): 25–26. 1896.
Erigeron acer fue descrita por Carlos Linneo y publicado en Species Plantarum 2: 863–864. 1753.
Etimología
Erigeron: nombre genérico que deriva de las palabras griegas: eri = "temprano" y geron =  "hombre viejo", por lo que significa "hombre viejo en la primavera", en referencia a las cabezas de semillas blancas mullidas y la floración temprana y fructificación de muchas especies.
blochmaniae: epíteto
Sinonimia
- Erigeron foliosus var. blochmaniae (Greene) H.M.Hall[4]